# Romtelecom Arad
Romtelecom Arad war ein rumänischer Fußballverein aus Arad, der sich bis zu seiner Auflösung im Jahr 2007 in Besitz der rumänischen Telefongesellschaft Romtelecom befand. Er spielte zuletzt in der Categoria Onoare, der regionalen Liga des Kreises Arad. Seinen größten Erfolg erreichte der Verein unter dem Namen AMEF Arad in den 1920er- und 1930er-Jahren, als der er höchsten rumänischen Fußballliga, der Divizia A angehörte, und im Jahr 1936 die Vizemeisterschaft errang.

## Geschichte
Romtelecom Arad wurde im August 1911 als Asociația Muncitorilor pentru Educație Fizică Arad (AMEF Arad; deutsch Arbeiterverein für Leibesertüchtigung) gegründet, als Arad noch zu Österreich-Ungarn gehörte. 1913 schloss sich AS Tipografia Arad an. Nachdem Arad durch den Vertrag von Trianon im Jahr 1920 zu Rumänien gekommen war, nahm AMEFA an der Qualifikation zur Endrunde um die rumänische Fußballmeisterschaft teil. In den Jahren 1922, 1926 und 1927 kam AMEFA zwar zur Endrunde, schied aber zweimal gegen die damals beste rumänische Mannschaft, Chinezul Timișoara, aus. Das beste Ergebnis erreichte AMEFA mit dem Halbfinale 1926.
Als im Jahr 1932 die rumänische Profiliga Divizia A gegründet wurde, gehörte AMEFA zu den Gründungsmitgliedern. Die Leistungen von AMEFA waren sehr schwankend. Nachdem sich die Mannschaft in der Saison 1934/35 den Klassenerhalt erst in der Relegation sichern konnte, gelang in der darauffolgenden Spielzeit mit der Vizemeisterschaft der größte Erfolg der Vereinsgeschichte. Bis zum Ausbruch des Zweiten Weltkrieges zählte AMEFA zu den rumänischen Spitzenteams, konnte aber nicht die Meisterschaft gewinnen. 1940 wurde der Verein von der faschistischen Jugendorganisation Rumäniens Straja Țării vom Spielbetrieb ausgeschlossen, da ihm aufgrund seiner Nähe zu den Gewerkschaften kommunistische Aktivitäten nachgesagt wurden.
Nach Kriegsende startete AMEFA in der zweitklassigen Divizia B. Im Jahr 1948 schloss sich AMEFA mit Astra Arad, dem 1932 gegründeten Sportverein der Waggonfabrik von Arad, zu UVA-AMEF Arad zusammen und spielte in der Saison 1948/49 in der ersten Staffel der drittklassigen Divizia C. Diese Liga wurde nach der Saisonhinrunde aufgelöst und AMEFA spielte fortan in regionalen Ligen. 1950 benannte sich der Verein in Metalul Flamura Roșie Arad um. 1954 gelang die Rückkehr in die Divizia B und der Verein verkürzte seinen Namen auf Metalul Arad. Nach einem Jahr in der wieder gegründeten Divizia C gelang die sofortige Rückkehr in die Divizia B. In der Folgezeit wechselte der Verein häufig seinen Namen und nannte sich nach Energia Arad (1957) und erneut AMEF Arad (1959) ab 1962 Vagonul Arad. 1963 stieg er zwar wieder in die Divizia C ab, konnte aber nach dem sofortigen Wiederaufstieg zu den Spitzenmannschaften der Divizia B aufsteigen.
Als Folge des aufsteigenden Trends gelang Vagonul 1968 die Rückkehr in die Divizia A, die mit einem Umzug des Vereins von dem heutigen Prototypengelände der Waggonfabrik in das Stadion von CFR Arad verbunden war. Nach nur einem Jahr stand zum Ende der Saison 1968/69 der erneute Abstieg fest. In der gleichen Saison konnte Vagonul überraschend das Halbfinale um den rumänischen Pokal erreichen. Seit diesem Abstieg konnte Vagonul nie wieder an frühere Erfolge anknüpfen. Es folgte 1971 der Absturz in die Divizia C, in welcher der Verein zwei Spielzeiten aktiv war und zunächst den 12. und danach den 6. Platz belegte. 1973 fusionierte er mit dem Zweitligisten CFR Arad zu Unirea Arad, der seinen Namen 1974 in Rapid Arad änderte. Der Verein wurde eine Fahrstuhlmannschaft zwischen Divizia B und Divizia C. Im Jahr 1986 wurde der Name des Vereins wieder in Vagonul Arad geändert, ehe er sich ab 1991 Astra Arad nannte.
Nach dem bis heute letzten Abstieg in die Divizia C im Jahr 1992 fusionierte die Fußballabteilung von Astra Arad im Jahr 1994 mit dem Lokalrivalen Aris Arad (früher Strungul Arad) zu FC Arad. Der neue Verein übernahm die Farben Rot-Blau sowie das Heimstadion Stadionul Aris von Aris Arad. Obwohl er zu Saisonbeginn als Aufstiegskandidat für die Divizia B gehandelt wurde, konnte sich der FC Arad 1995 nur knapp vor dem Abstieg retten.
Nachdem im Juni 1995 der Meister des Kreises Arad, Telecom Arad, in den Aufstiegsspielen zur Divizia C gescheitert war, verständigte sich Gheorghe Marinca, der Präsident dieses Vereins, mit den Verantwortlichen von FC Arad auf eine neuerliche Fusion. Der neu entstandene Verein hatte als Farben Gelb-Blau gewählt und nannte sich zunächst FC Arad Telecom. Er trat als Nachfolger von FC Arad in der Divizia C an, während die zweite Mannschaft unter dem Namen Telecom Arad 1995/96 in der Kreismeisterschaft spielte und nach ihrer Verlegung nach Vladimirescu kurze Zeit später aufgelöst wurde. Im Jahr 1996 übernahm Romtelecom den Klub, der sich dann später FC Telecom Arad und ab der Saison 1998/99 nur noch Telecom Arad nannte. Er trug seine Spiele nicht mehr in dem Banu Mărăcine, sondern in dem alten Constructorul-Stadion im Stadtteil Micălaca aus und konnte 2001 an die Tür zur Divizia B klopfen, scheiterte aber knapp. In der Saison 2005/06 änderte der Verein seinen Namen in Romtelecom Arad und stieg nach elf Jahren Ligenzugehörigkeit aus der Divizia C ab. Danach spielte Romtelecom Arad noch ein Jahr in der Liga IV, der viertklassigen regionalen Liga des Kreises Arad. 2007 erfolgte der Abstieg in die Categoria Onoare und im selben Jahr noch die Auflösung des nach wie vor von Gheorghe Marinca geführten Vereins, der zu den letzten Meisterschaftsspielen nicht mehr antrat.
Außer den Ringern, die weiterhin als CS Astra Arad antreten, benannten sich sämtliche verbliebenen Abteilungen des Sportvereins Astra 2008 in AMEFA um.

## Erfolge
- Zweiter Rumänische Meisterschaft 1936

## Spieler
- Coloman Braun-Bogdan (1915–1932)
- Stefan Auer (1919–1921) Jugend, (1921–1926) Spieler,
- Róbert Szádowsky (1935–1938)

## Sonstiges
Unter dem Namen Astra Arad wurde der Verein in der Saison 1996/97 rumänischer Vizemeister im Wasserball. Zahlreiche Gewichtheber, die für AMEFA antraten, gewannen bei Welt- und Europameisterschaften Medaillen. Des Weiteren wurden in dem Verein auch noch zahlreiche andere Sportarten betrieben: Ringen, Leichtathletik, Rudern, Radsport, Schach, Kegelsport, Motorradsport, Tennis, Schießen, Handball, Bodybuilding, Kunstturnen, Judo und Tischtennis.